# Malta Environment and Planning Authority
Jeżeli edytujesz kod źródłowy, to aby uzyskać taki efekt: teoria, elektronem, Witolda Gombrowicza – twórz linki według składni: [[teoria]], [[elektron]]em, [[Witold Gombrowicz|Witolda Gombrowicza]].

Malta Environment and Planning Authority MEPA (Maltański Urząd ds. Środowiska i Planowania)  – krajowa agencja odpowiedzialna za planowanie przestrzenne i regulacje środowiskowe na Malcie. W 2016 roku podzielona została na dwa niezależne instytucje Urząd ds. Środowiska i Zasobów oraz Urząd ds. Planowania.

## Historia
MEPA powstała na mocy ustawy o ochronie środowiska  z 2001 roku i ustawy o zagospodarowaniu przestrzennym z 2001 roku. Odpowiadała za wdrożenie około 200 dyrektyw, decyzji i rozporządzeń w ramach wspólnotowego prawa środowiskowego. Agencja jako jedyna miała prawo do wydawania decyzji i  pozwoleń związanych z użytkowaniem gruntów na Malcie.  
Ustawa o środowisku i planowaniu uchwalona przez Parlament w 2010 roku wprowadziła zmiany administracyjne w ramach MEPA, w tym spowodowała utworzenie czterech niezależnych działów (planowania, środowiska, wdrażania i usług korporacyjnych) podlegających dyrektorowi naczelnemu, utworzenie Komisji ds. środowiska i planowania oraz Trybunału ds. środowiska i planowania, który zastąpił Zarząd ds. Planowania, oraz wprowadziła zmiany w procesie składania wniosków dotyczących planowania. Po wyborach parlamentarnych w marcu 2013 roku nowy rząd zobowiązał się do podjęcia radykalnej reformy MEPA polegającej na podzieleniu jej na dwa odrębne organy. 
W 2016 roku MEPA została podzielona na dwie niezależne instytucje: Urząd ds. Środowiska i Zasobów oraz Urząd ds. Planowania.